# Покровник
Покровни́к (болг. Покровник) — село в Благоєвградській області Болгарії. Входить до складу общини Благоєвград.

## Населення
За даними перепису населення 2011 року у селі проживала 891 особа.
Національний склад населення села:
| Національність   | Кількість осіб | Відсоток |
| ---------------- | -------------- | -------- |
| болгари          | 818            | 97,7%    |
| цигани           | 13             | 1,6%     |
| інша             | 3              | 0,4%     |
| Всього відповіли | 837            |          |

Розподіл населення за віком у 2011 році:
Динаміка населення: